# Каурово (Смоленская область)
Каурово — деревня в Сычёвском районе Смоленской области России. Входит в состав Лукинского сельского поселения. Население — 6 жителей (2007 год). 
Расположена в северо-восточной части области в 4 км к юго-западу от Сычёвки, в 5 км западнее автодороги Р134 «Старая Смоленская дорога» Смоленск — Дорогобуж — Вязьма — Зубцов, на берегу реки Лосьмина. В 7 км северо-восточнее деревни расположена железнодорожная станция Сычёвка на линии Вязьма — Ржев. 

## История
В годы Великой Отечественной войны деревня была оккупирована гитлеровскими войсками в октябре 1941 года, освобождена в марте 1943 года.